# Farim
Farim – miasto w północnej Gwinei Bissau, stolica Regionu Oio. Liczy około 8661 mieszkańców (2009).
Farim jest stolicą rozległego sektora o powierzchni 1531,5 km², który zamieszkuje 48264 osób, większość mieszkańców pochodzi z ludu Mandinka, część z ludu Fulbe
Farim leży 115 km na północ od stolicy kraju Bissau, na północnym brzegu rzeki Cacheu, 220 km w górę od jej ujścia.

## Historia
Miasto zostało założone w 1641 przez burmistrza Cacheu, który przekonał osadników i poszukiwaczy przygód pochodzących z Portugalii, tak zwanych Lançados, z dużego miasta Géba  położonego około 70 km na południowy wschód, aby przenieśli się do miejsca, w którym byliby mniej podatni na atak dzikich plemion afrykańskich. Nazwa miasta wywodzi się od tytułu farim, który nosił lokalny przywódca plemienia Mandinka. Sami członkowie plemion Mandinka i Sonink nazywali miasto Tubabodaga czyli "Biała Wioska". Miasto doskonale nadawało się jako miasto portowe, ponieważ sama rzeka Cacheu była żeglowna przez cały rok, szczególnie dla łodzi żaglowych z Cacheu.
10 listopada 1696 miał miejsce atak z położonej na południowy zachód miejscowości Canico, które było wówczas miastem garnizonowym. W późniejszym czasie okolice Farim pozostawały spokojne, dopiero w latach 1897–1902 Farim znów służyło jako baza dla operacji wojskowych przeciwko Oio. Rozwój Farim rozpoczął się po 1910, gdy ulokowało się tu ponad 20 firm handlowych. W 1913 Farim uzyskało status miasta (Vila).
W 1925 Farim stało się centrum handlu, które zaczęło przyciągać ludzi z całego świata. Szczególne zainteresowanie wykazywali kupcy libańscy i syryjscy, którzy prowadzili handel orzeszkami ziemnymi i drewnem.
W czasie portugalskiej wojny kolonialnej, która trwała w Gwinei-Bissau od 1963 do 1974 w okolicach Farim przebiegała szczególnie wyjątkowo burzliwie, miało to bardzo negatywny wpływ na lokalną gospodarkę. 1 listopada 1965 członkowie marksistowskiego ruchu niepodległościowego PAIGC zamordowali 20 i ranili ponad 70 osób. 30 stycznia 1973 przygotowano tu zasadzkę na bojowniczkę ruchu oporu Titinę Silá, która została w Farim pojmana i zabita. Jej śmierć oraz masakrę z 1965 upamiętnia pomnik.

## Sektor Farim
Miasto Farim jest podzielone na dwanaście dużych dzielnic, z podziałem na 23 mniejsze dzielnice (Bairros).
Farim jest stolicą sektora składającego się łącznie z 257 wiosek, wiele z nich to małe osady plemienne (Tabancas), na czele których stoi wódź lub tzw. król społeczności. Do największych wsi w sektorze należą:
- Bafata Oio (1298 mieszkańców w dwóch osadach)
- Binar (517 mieszkańców)
- Binta (878 mieszkańców)
- Bricama (1825 mieszkańców w pięciu osadach)
- Canico Lenque Croto (666 mieszkańców)
- Conhaco Cola (451 mieszkańców)
- Cumbijã (590 mieszkańców)
- Cuntima (1159 mieszkańców w dwóch osadach)
- Fambanta Sansanotó (542 mieszkańców)
- Farim (8661 mieszkańców w dwunastu dzielnicach)
- Farinco Mandinga Sansanco (1046 mieszkańców)
- Gundadje (728 mieszkańców)
- Jumbembe (wieś plemienia Mandinka z 592 mieszkańcami i wieś plemienia Fulbe z 92 mieszkańcami)
- Salquenhedim (793 mieszkańców)
- Salquenhe Ba (1022 mieszkańców)
- Sansancutoto (890 mieszkańców)
- Udjeque (831 mieszkańców)

## Gospodarka
Duże znaczenie gospodarcze miasta Farim wynika z bliskości granicy z Senegalem.
Największe znaczenie ma połów i przetwórstwo ryb i krabów oraz rozległe uprawy nerkowca. Badania geologiczne potwierdziły występujące bogate złoża fosforanów, ale ich wydobycia nie rozpoczęto.

## Transport
Asfaltowa droga o długości 55 km między Farim i Mansôa jest uważana za najlepszą drogę w Gwinei-Bissau, gdzie zazwyczaj występują złe warunki drogowe. Pozostały odcinek 115 km drogi między Farim a stolicą Bissau jest w stosunkowo dobrym stanie.
Port Farim ma znaczenie dla lokalnego handlu, na jego wysokości przez rzekę Cacheu przepływa prom.
W Farim znajduje się lotnisko posługujące się kodem ICAO GGFR.